# Kanan Seidov
Kanan Seidov (en azerbaïdjanais: Kənan Seyidov) est un officier de l'armée azerbaïdjanaise, général de division des forces armées azerbaïdjanaises. Il avait participé aux affrontements du Haut-Karabakh de 2016 et de la guerre du Haut-Karabakh de 2020, et avait reçu le titre de héros de la guerre patriotique.

## Vie
Kanan Seidov est né à Imichli.

## Service militaire
Seidov a pris part aux affrontements de 2016 au Haut-Karabakh. Il a également participé à la guerre du Haut-Karabakh de 2020, commandant les troupes azerbaïdjanaises lors d'une offensive.

## Prix
Seidov a reçu l'Ordre du drapeau azerbaïdjanais en 2003, par ordre du président azerbaïdjanais d'alors, Heydar Aliyev.
Seidov a été promu lieutenant-colonel en 2014, sur ordre du président azerbaïdjanais Ilham Aliyev.
Seidov a reçu la médaille Pour la patrie en 2014, sur ordre du président Aliyev en 2014.
Seidov a reçu la médaille de l'héroïsme en 2016, sur ordre du président Aliyev.
Seidov a été promu général de division le 20 novembre 2020, sur ordre du président Aliyev.
Seidov a reçu le titre de héros de la guerre patriotique le 9 décembre 2020, sur ordre du président Aliyev.